# Ossé
Ossé (bret. Oc'heg) – miejscowość i dawna gmina we Francji, w regionie Bretania, w departamencie Ille-et-Vilaine. W 2013 roku populacja gminy wynosiła 1206 mieszkańców. 
1 stycznia 2017 roku połączono dwie wcześniejsze gminy: Châteaugiron, Ossé oraz Saint-Aubin-du-Pavail. Siedzibą nowej gminy została miejscowość Châteaugiron, a gmina przyjęła jej nazwę. 